# Microbiologie industrielle

Représentation des bioréacteurs. Ils sont utilisés pour stocker les microbes pendant qu'ils produisent le produit d'intérêt désiré.

La Microbiologie industrielle est une branche de la biotechnologie qui applique les sciences microbiennes à la création de produits industriels en quantités massives, souvent à l'aide d'usines de cellules microbiennes. Il existe de multiples façons de manipuler un micro-organisme afin d'augmenter le rendement maximal des produits. L'introduction de mutations dans un organisme peut se faire en le soumettant à des agents mutagènes. Une autre façon d'augmenter la production est d'amplifier les gènes, ce qui se fait par l'utilisation de plasmides et de vecteurs. Les plasmides et/ou les vecteurs sont utilisés pour incorporer des copies multiples d'un gène spécifique, ce qui permet de produire plus d'enzymes et donc d'augmenter le rendement. La manipulation d'organismes en vue d'obtenir un produit spécifique a de nombreuses applications dans le monde réel, comme la production de certains antibiotiques, vitamines, enzymes, acides aminés, solvants, alcools et produits quotidiens. Les micro-organismes jouent un rôle important dans l'industrie, avec de multiples façons d'être utilisés. Sur le plan médical, les microbes peuvent être utilisés pour créer des antibiotiques afin de les traiter. Les microbes peuvent également être utilisés dans l'industrie alimentaire. Les microbes sont très utiles pour créer certains des produits de masse qui sont consommés par les gens. L'industrie chimique utilise également des micro-organismes pour synthétiser des acides aminés et des solvants organiques. Les microbes peuvent également être utilisés dans une application agricole pour servir de biopesticide au lieu d'utiliser des produits chimiques dangereux ou des inoculants pour favoriser la prolifération des plantes.

## Application médicale
L'application médicale de la microbiologie industrielle est la production de nouveaux médicaments synthétisés dans un organisme spécifique à des fins médicales. La production d'antibiotiques est nécessaire pour le traitement de nombreuses infections bactériennes. Certains antibiotiques et précurseurs naturels sont produits par un processus appelé fermentation. Les micro-organismes se développent dans un milieu liquide où la taille de la population est contrôlée afin d'obtenir la plus grande quantité de produit. Dans cet environnement, les nutriments, le pH, la température et l'oxygène sont également contrôlés afin de maximiser la quantité de cellules et de faire en sorte qu'elles ne meurent pas avant la production de l'antibiotique en question. Une fois l'antibiotique produit, il doit être extrait afin de générer un revenu.
Les vitamines sont également produites en grande quantité par fermentation ou biotransformation. La vitamine B 2 (riboflavine), par exemple, est produite des deux façons. La biotransformation est principalement utilisée pour la production de riboflavine, et la source de carbone de départ de cette réaction est le glucose. Il existe quelques souches de micro-organismes qui ont été modifiées pour augmenter le rendement de la riboflavine produite. L'organisme le plus couramment utilisé pour cette réaction est Ashbya gossypii. Le processus de fermentation est un autre moyen courant de produire de la riboflavine. L'organisme le plus couramment utilisé pour la production de riboflavine par fermentation est Eremothecium ashbyii. Une fois la riboflavine produite, elle doit être extraite du bouillon, ce qui est fait en chauffant les cellules pendant un certain temps, puis les cellules peuvent être filtrées de la solution. La riboflavine est ensuite purifiée et commercialisée comme produit final.
La biotransformation microbienne peut être utilisée pour produire des médicaments stéroïdiens. Les stéroïdes peuvent être consommés par voie orale ou par injection. Les stéroïdes jouent un rôle important dans la lutte contre l'arthrite. La cortisone est un médicament anti-inflammatoire qui lutte contre l'arthrite, ainsi que contre plusieurs maladies de la peau. Un autre stéroïde utilisé est la testostérone, qui a été produite à partir de la déhydroépiandrostérone en utilisant l'espèce Corynebacterium.

## Application dans l'industrie alimentaire

### Fermentation
La fermentation est une réaction par laquelle le sucre peut être transformé en gaz, alcools ou acides. La fermentation se produit en anaérobiose, ce qui signifie que les micro-organismes qui subissent la fermentation peuvent fonctionner sans la présence d'oxygène. Les levures et les bactéries sont couramment utilisées pour produire en masse de multiples produits. L'alcool consommable est un produit qui est fabriqué par les levures et les bactéries. Il est également connu sous le nom d'éthanol et l'éthanol est utilisé comme source de carburant pour les automobiles. L'éthanol est produit à partir de sucres naturels comme le glucose. Le dioxyde de carbone est généré comme produit secondaire dans cette réaction et peut être utilisé pour faire du pain, ainsi que pour faire des boissons pétillantes. Les boissons alcoolisées comme la bière et le vin sont fermentées par des micro-organismes en l'absence d'oxygène.
Dans ce processus, une fois qu'il y a suffisamment d'alcool et de dioxyde de carbone dans le milieu, les levures commencent à mourir parce que l'environnement devient toxique pour elles. Il existe de nombreuses souches de levures et de bactéries qui peuvent tolérer différentes quantités d'alcool dans leur environnement avant qu'elles ne deviennent toxiques, ce qui permet d'obtenir différents niveaux d'alcool dans la bière et le vin, simplement en sélectionnant une souche microbienne différente. La plupart des levures peuvent tolérer entre 10 et 15 % d'alcool, mais il existe des souches qui peuvent tolérer jusqu'à 21 % d'alcool. Les produits laitiers comme le fromage et le yaourt peuvent également être fabriqués par fermentation à l'aide de microbes. Le fromage a été produit comme un moyen de préserver les nutriments du lait par la fermentation, ce qui prolonge la durée de conservation du produit. Les microbes sont utilisés pour convertir les sucres du lactose en acide lactique par fermentation. Les bactéries et les champignons utilisés pour cette fermentation appartiennent respectivement au groupe des bactéries lactiques (Lactobacillus, Streptococcus, Pediococcus, Lactococcus, etc.) et les levures et les moisissures (Saccharomyces, Candida, Penicillium). Ces microbes sont parfois ajoutés avant ou après l'étape d'acidification nécessaire à la production du fromage. Ces microbes sont également responsables des différentes saveurs du fromage, car ils possèdent des enzymes qui décomposent les sucres et les graisses du lait en plusieurs éléments constitutifs. D'autres microbes, comme les moisissures, peuvent être introduits délibérément pendant ou avant le vieillissement du fromage, afin de lui donner une saveur différente.
La production de yaourt commence par la pasteurisation du lait, où les microbes indésirables sont réduits ou éliminés. Une fois le lait pasteurisé, il est prêt à être traité pour réduire la teneur en matières grasses et en liquide, de sorte que ce qui reste est essentiellement du contenu solide. Cela peut se faire en séchant le lait pour que le liquide s'évapore ou en ajoutant du lait concentré. L'augmentation de la teneur en matières solides du lait accroît également sa valeur nutritionnelle, car les nutriments sont plus concentrés. Une fois cette étape accomplie, le lait est prêt pour la fermentation, où il est inoculé avec des bactéries dans des conteneurs hygiéniques en acier inoxydable, puis surveillé de près pour la production d'acide lactique, la température et le pH.
Les enzymes peuvent être produites par fermentation, soit par fermentation immergée et/ou par fermentation à l'état solide. On parle de fermentation immergée lorsque les micro-organismes sont en contact avec le milieu. Dans ce processus, le contact avec l'oxygène est essentiel. Les bioréacteurs qui sont utilisés pour réaliser ces productions de masse peuvent atteindre un volume de 500 m3. La fermentation en milieu solide est moins courante que la fermentation submergée, mais elle présente de nombreux avantages. Il est moins nécessaire que l'environnement soit stérile car il y a moins d'eau, la stabilité et la concentration du produit final sont plus élevées. L'insuline de synthèse se réalise à travers le procédé de fermentation et l'utilisation d'Escherichia coli ou de levures recombinantes afin de fabriquer de l'insuline humaine également appelée Humulin.

## Application agricole
La demande de produits agricoles est en constante augmentation, ce qui nécessite l'utilisation de divers engrais et pesticides. L'utilisation excessive d'engrais chimiques et de pesticides a des effets à long terme. En raison de l'utilisation excessive d'engrais chimiques et de pesticides, le sol devient infertile et ne peut plus être utilisé pour la culture. Dans ce cas, les biofertilisants, les biopesticides et l'agriculture biologique viennent à la rescousse.
Un biopesticide est un pesticide dérivé d'un organisme vivant ou de substances d'origine naturelle. Les pesticides biochimiques peuvent également être produits à partir de substances d'origine naturelle qui peuvent contrôler les populations de parasites de manière non toxique. Les insecticides à base d'ail et de poivre sont un exemple de pesticide biochimique. Ils agissent en repoussant les insectes de l'endroit souhaité. Les pesticides microbiens, généralement constitués d'un virus, d'une bactérie ou d'un champignon, sont utilisés pour contrôler les populations de parasites de manière plus spécifique. Le microbe le plus couramment utilisé pour la production de biopesticides microbiens est le Bacillus thuringiensis. Cette bactérie sporulée produit une delta-endotoxine qui empêche l'insecte ou le ravageur de se nourrir de la culture ou de la plante, car l'endotoxine détruit la paroi de son système digestif.

## Application chimique

Schéma de workﬂow pour l'optimisation de l'usine microbienne.

La synthèse des acides aminés et des solvants organiques peut également être réalisée à l'aide de microbes. La synthèse d'acides aminés essentiels tels que la L-méthionine, la L-lysine, le L-tryptophane et l'acide aminé non essentiel L-glutamine est utilisée aujourd'hui principalement dans l'industrie alimentaire et pharmaceutique. La production de ces acides aminés est due à Corynebacterium glutamicum et à la fermentation. C.glutamicum a été modifié pour être capable de produire de la L-lysine et de l'acide L-glutamique en grande quantité. L'acide L-glutamique a fait l'objet d'une forte demande de production car cet acide aminé est utilisé pour produire du glutamate monosodique, un agent aromatisant alimentaire. En 2012, la production totale d'acide L-glutamique s'élevait à 2,2 millions de tonnes et est produite par une technique de fermentation submergée inoculée par C.glutamicum. La L-Lysine était à l'origine produite à partir de l'acide diaminopimélique par E.coli. Cependant, dès que le C.glutamicum a été découvert pour la production d'acide L-Glutamique. Cet organisme et d'autres autotrophes ont ensuite été modifiés pour produire d'autres acides aminés tels que la lysine, la méthionine, l'aspartate, l'isoleucine et la thréonine. La L-Lysine est utilisée pour l'alimentation des porcs et des poulets, ainsi que pour traiter les carences en nutriments, augmenter l'énergie d'un patient, et parfois utilisée pour traiter les infections virales. Le L-Tryptophane est également produit par fermentation et par Corynebacterium et E.coli, bien que la production ne soit pas aussi importante que celle des autres acides aminés, il est tout de même produit à des fins pharmaceutiques car il peut être converti et utilisé pour produire des neurotransmetteurs.
La production de solvants organiques tels que l'acétone, le butanol et l'isopropanol par fermentation a été l'une des premières choses à être produites en utilisant des bactéries, puisque la chiralité nécessaire des produits est facilement obtenue en utilisant des organismes vivants. La fermentation par solvant utilise une série d'espèces bactériennes Clostridia. Au début, la fermentation par solvant n'était pas aussi productive qu'aujourd'hui. La quantité de bactéries nécessaires pour obtenir un produit était élevée, et le rendement réel du produit était faible. Plus tard, on a découvert des avancées technologiques qui ont permis aux scientifiques de modifier génétiquement ces souches afin d'obtenir un rendement plus élevé pour ces solvants. Ces souches de Clostridium ont été transformées pour avoir des copies supplémentaires de gènes d'enzymes nécessaires à la production de solvants, ainsi que pour être plus tolérantes à des concentrations plus élevées du solvant produit, puisque ces bactéries ont une gamme de produits dans laquelle elles peuvent survivre avant que l'environnement ne devienne toxique. L'obtention d'un plus grand nombre de souches capables d'utiliser d'autres substrats était également un autre moyen d'accroître la productivité de ces bactéries.